# Britches
 (juin 2025).

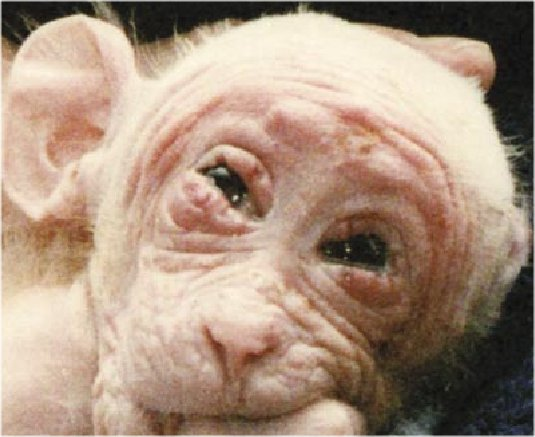
Britches.

Britches (né en mars 1985) est un macaque ours né dans un laboratoire de l'Université de Californie à Riverside (UCR). Il a été retiré à sa mère dès sa naissance, ses paupières ont été cousues et un sonar électronique a été installé sur sa tête dans le but d'expériences de privation sensorielle d'une durée de trois ans qui impliquait au total 24 bébés singes. Ces expériences ont été faites pour étudier le développement neurologique et comportemental de ces singes dépourvus de fonctions visuelles,.

Britches tel qu'il était à l'arrivée du FLA.

Cette expérience dénoncée par un étudiant, le Front de libération des animaux (FLA) libère Britches des laboratoires le 20 avril 1985, alors qu'il n'était âgé que de cinq semaines. Durant le raid, 467 souris, chats, opossums, pigeons, lapins et rats ont été libérés, et des dégâts estimés à 700 000 dollars ont été occasionnés. Un porte-parole de l'université dément toute maltraitance faite aux animaux, et note que ce raid a occasionné des dégâts qui ont considérablement retardé les projets de recherche.

## Étude
L'étude a été menée par le psychologue David H. Warren. Cinq groupes de quatre macaques ont été élevés dès leur naissance durant trois mois, et un groupe durant six mois, aveuglés et portant un appareil électronique. À la fin de l'expérience, les singes ont été tués, ainsi les zones cérébrales peuvent être étudiées.

## Raid
Newkirk note que le FLA a été alerté par un étudiant ayant expliqué la situation dans laquelle se trouvait Britches au groupe de protection des animaux, Last Chance for Animals. Un membre du FLA a entendu ce message et a rencontré l'étudiant pour obtenir plus informations. Le 21 avril 1985, les activistes du FLA, en plus de Sally S, une femme d'affaires âgée d'une trentaine d'années s'infiltrent dans le laboratoire et libèrent Britches ainsi que 467 autres animaux, et prennent des photos qu'ils enverront par la suite à l'organisation PETA.
Les activistes rapportent avoir trouvé Britches seul dans une cage entouré de bandages autour de ses yeux avec un sonar électronique attaché à sa tête. Le sonar émettait un bruit strident toutes les minutes. Il a été confié par une volontaire du FLA qui a conduit le singe depuis la Californie jusqu'en Utah, où il a été examiné par un pédiatre retraité. D'après les sources liées à l'UCR, le FLA a également causé des dommages matériels estimés à 700 000 dollars.

### Rapport médical
Un vétérinaire-ophthalmologue, Ned Buyukmihci de l'Université de Californie à Davis, et fondateur de Veterinarians for Animal Rights, note après avoir analysé Britches que les sutures utilisées étaient trop large et que les bandages étaient sales. Bettina Flavioli, un pédiatre retraité, a également examiné le singe. Selon lui, le bébé démontre des signes de photophobie, que son pénis était plein d'œdèmes et inflammé et des accumulations de smegma. Il rapporte aussi une musculature très faible, la peau sèche et une forte odeur corporelle.

## Réaction
People for the Ethical Treatment of Animals (PETA) diffuse un film intitulé Britches montrant des photos du raid ainsi que l'état du singe après sa libération par le LFA,. Ce film a provoqué de nombreuses critiques faites par d'autres scientifiques à l'égard de ces expériences.